# Marcus Sedgwick
Marcus Sedgwick (Kent, 8 aprile 1968 – 17 novembre 2022) è stato uno scrittore e illustratore britannico.

## Biografia
Nato nel 1968 nel Kent, prima di dedicarsi alla scrittura lavorò come libraio e nel mondo dell'editoria per l'infanzia.
Esordì nel 2000 con il romanzo per ragazzi Floodland premiato l'anno successivo con il Branford Boase Award e in seguito pubblicò numerosi romanzi per bambini e giovani adulti.
Tra gli altri riconoscimenti ottenuti si segnala il Michael L. Printz Award del 2014 per l'opera Midwinterblood.
È morto il 17 novembre 2022 all'età di 54 anni.

## Opere principali

### Serie Dead Days
- The Book of Dead Days (2003)
- The Dark Flight Down (2004)

### Serie I misteri del corvo
- I misteri del corvo: il mostro dei sotterranei (Flood and Fang, 2009), San Dorligo della Valle,  Einaudi Ragazzi, 2013 traduzione di Laura Pelaschiar ISBN 978-88-6656-058-6.
- I misteri del corvo: la vendetta del fantasma (Ghosts and Gadgets, 2009), San Dorligo della Valle,  Einaudi Ragazzi, 2013 traduzione di Laura Pelaschiar ISBN 978-88-6656-059-3.
- Lunatics and Luck (2010)
- Vampires and Volt (2010)
- Magic and Mayhem (2011)
- Diamonds and Doom (2011)

### Serie Cudweed
- Cudweed's Birthday (2011)
- Cudweed in Outer Space (2012)
- Cudweed's Time Machine (2013)

### Serie Raven Boy & Elf Girl
- Fright Forest (2012)
- Monster Mountains (2012)
- Scream Sea (2013)
- Dread Desert (2013)
- Terror Town (2014)
- Creepy Caves (2015)

### Altri romanzi
- Floodland (2000)
- The Dark Horse (2001)
- Witch Hill (2001)
- A Christmas Wish (2003)
- Cowards (2003)
- The Foreshadowing (2005)
- La Regina delle Ombre (My Swordhand Is Singing, 2006), Milano, Feltrinelli kids, 2008 traduzione di Alessandro Mari ISBN 978-88-07-92129-2.
- Blood Red, Snow White (2007)
- The Kiss of Death (2008)
- Revolver (2009)
- White Crow (2010)
- Midwinterblood (2011)
- She Is Not Invisible (2013)
- Dark Satanic Mills (2013)
- The Ghosts of Heaven (2015)
- A Love Like Blood (2015)
- Mister Memory (2016)
- Santa Muerte (Saint Death, 2016), Milano, Pelledoca, 2019 traduzione di Giulia Guasco ISBN 978-88-327-9015-3.
- The Monsters We Deserve (2018)

## Premi e riconoscimenti
- Branford Boase Award: 2001 vincitore con Floodland
- Michael L. Printz Award: 2014 vincitore con Midwinterblood